# Bistumsregion St. Viktor (Bistum Basel)
Die Bistumsregion St. Viktor ist ein Teilgebiet des römisch-katholischen Bistums Basel in der Schweiz. Es umfasst das Territorium der Kantone Luzern, Schaffhausen, Thurgau und Zug. Die Bistumsregion ist nach dem Heiligen Viktor, einem der Bistumsheiligen des Bistums Basel, benannt.

## Organisation
Die Bistumsregion St. Viktor wird von einem Bischofsvikar geleitet. Der aktuelle Bischofsvikar der Bistumsregion St. Viktor ist Hanspeter Wasmer.
Das für die Bistumsregion zuständige Bischofsvikariat St. Viktor hat seinen Sitz in der Stadt Luzern.
In der Leitung des Bischofsvikariats steht dem Bischofsvikar der oder die Regionalverantwortliche der Bistumsregion zur Seite.

## Aufgaben
Der Bischofsvikar ist innerhalb der Bistumsregion der Stellvertreter des Diözesanbischofs. Er ist dem Generalvikar des Bistums administrativ gleichgesetzt (vgl. 476  CIC sowie 479, § 2  CIC).
Zu den Hauptaufgaben der Leitung der Bistumsregion gehören der Austausch mit den Pfarreien und Kirchgemeinden (besonders in Personalfragen), die Pastoralentwicklung und den Kontakt mit den kantonalen staatskirchenrechtlichen Exekutiven. Die Leitung der Bistumsregion ist auch verantwortlich für die Umsetzung diözesaner Projekte in ihrer Region (z. B. Pastoraler Entwicklungsplan) und bringt Fragen und Anregungen aus der Bistumsregion in die Bistumsleitung ein.